# Breutelia popinqua
Breutelia popinqua är en bladmossart som beskrevs av Kaalaas 1912. Breutelia popinqua ingår i släktet gullhårsmossor, och familjen Bartramiaceae. Inga underarter finns listade i Catalogue of Life.